# 大叶寄树兰
大叶寄树兰（学名：Robiquetia spathulata）为兰科寄树兰属下的一个种。

## 扩展阅读
- 維基物種上的相關：大叶寄树兰